# Hylaeus conspicuus
Hylaeus conspicuus is een vliesvleugelig insect uit de familie Colletidae. De wetenschappelijke naam van de soort is voor het eerst geldig gepubliceerd in 1911 door Metz.